# Whiteface
Whiteface is een plaats (town) in de Amerikaanse staat Texas, en valt bestuurlijk gezien onder Cochran County.

## Demografie
Bij de volkstelling in 2000 werd het aantal inwoners vastgesteld op 465.
In 2006 is het aantal inwoners door het United States Census Bureau geschat op 397, een daling van 68 (-14,6%).

## Geografie
Volgens het United States Census Bureau beslaat de plaats een oppervlakte van
1,5 km², geheel bestaande uit land. Whiteface ligt op ongeveer 1121 m boven zeeniveau.

## Plaatsen in de nabije omgeving
De onderstaande figuur toont nabijgelegen plaatsen in een straal van 36 km rond Whiteface.